# Sohland an der Spree
Pour les articles homonymes, voir Sohland.
Sohland an der Spree est une commune de Saxe (Allemagne), située dans l'arrondissement de Bautzen, dans le district de Dresde.